# Agustín Ojeda (calciatore 2001)
Leandro Agustín Ojeda (Sáenz Peña, 23 luglio 2001) è un calciatore argentino, difensore del San Telmo.

## Caratteristiche tecniche
È un terzino sinistro.

## Carriera
Ojeda è cresciuto nel settore giovanile del Colón (SF) ed ha debuttato in prima squadra il 25 giugno 2022 nell'incontro di Primera División perso 1-0 contro l'Huracán. Il 3 agosto 2022 ha firmato il suo primo contratto professionistico.
Al fine 2023 ha lasciato il club rossonero in scadenza di contratto e nel gennaio del 2024 ha firmato con il San Telmo.

## Statistiche

### Presenze e reti nei club
Statistiche aggiornate al 15 aprile 2024.
| Stagione        | Squadra         | Campionato      | Campionato | Campionato | Coppe nazionali | Coppe nazionali | Coppe nazionali | Coppe continentali | Coppe continentali | Coppe continentali | Altre coppe | Altre coppe | Altre coppe | Totale | Totale | Totale |
| Stagione        | Squadra         | Comp            | Pres       | Reti       | Comp            | Pres            | Reti            | Comp               | Pres               | Reti               | Comp        | Pres        | Reti        | Pres   | Reti   |        |
| --------------- | --------------- | --------------- | ---------- | ---------- | --------------- | --------------- | --------------- | ------------------ | ------------------ | ------------------ | ----------- | ----------- | ----------- | ------ | ------ | ------ |
| 2022            | Colón (SF)      | PD              | 9          | 0          | CA+CdL          | 0               | 0               | CL                 | 0                  | 0                  |             | -           | -           | 9      | 0      |        |
| 2023            | Colón (SF)      | PD              | 0          | 0          | CA+CdL          | 0               | 0               |                    | -                  | -                  |             | -           | -           | 0      | 0      |        |
| 2024            | San Telmo       | PBN             | 0          | 0          | CA              | 0               | 0               |                    | -                  | -                  |             | -           | -           | 0      | 0      |        |
| Totale carriera | Totale carriera | Totale carriera | 9          | 0          |                 | 0               | 0               |                    | -                  | -                  |             | -           | -           | 9      | 0      |        |